# Peter Micheler
Peter Micheler es un deportista alemán que compitió para la RFA en piragüismo en la modalidad de eslalon. Ganó cuatro medallas en el Campeonato Mundial de Piragüismo en Eslalon, en los años 1983 y 1985.

## Palmarés internacional
| Campeonato Mundial | Campeonato Mundial | Campeonato Mundial | Campeonato Mundial |
| Año                | Lugar              | Medalla            | Competición        |
| ------------------ | ------------------ | ------------------ | ------------------ |
| 1983               | Merano (Italia)    | Medalla de plata   | K1 por equipos     |
| 1983               | Merano (Italia)    | Medalla de bronce  | K1 individual      |
| 1985               | Augsburgo (RFA)    | Medalla de oro     | K1 por equipos     |
| 1985               | Augsburgo (RFA)    | Medalla de plata   | K1 individual      |